# Nouveau Front Populaire
Nouveau Front Populaire (dansk: Den nye folkefront) er en valgalliance af politiske partier på venstrefløjen i Frankrig, der blev dannet 10. juni 2024 som reaktion på præsident Emmanual Macrons udskrivelse af parlamentsvalg meddelt dagen forinden.

## Partier i alliancen
- Parti Socialiste
- La France insoumise
- Parti Communiste Français
- Les Écologistes
- Génération.s
- Gauche républicaine et socialiste